# Grimmeodendron
Grimmeodendron är ett släkte av törelväxter. Grimmeodendron ingår i familjen törelväxter.
Kladogram enligt Catalogue of Life:
| Grimmeodendron | \| \| Grimmeodendron eglandulosum \| \| \| \| \| \| Grimmeodendron jamaicense \| \| \| \| |
|                | \| \| Grimmeodendron eglandulosum \| \| \| \| \| \| Grimmeodendron jamaicense \| \| \| \| |
|                | Grimmeodendron eglandulosum                                                               |
|                |                                                                                           |
|                | Grimmeodendron jamaicense                                                                 |
|                |                                                                                           |